# Villa luculenta
Villa luculenta är en tvåvingeart som beskrevs av Seguy 1941. Villa luculenta ingår i släktet Villa och familjen svävflugor. Inga underarter finns listade i Catalogue of Life.